# Dynkarken
Dynkarken er en større gade i Aarhus, men var oprindeligt en gade uden for byens Mindeport, hvilket blev anset for at være langt uden for byen. Trods dens lidenhed kom den, udover fattighuse, til at rumme både købmandsgårde, tobaksfabrik, realskole og sygehus, som lå på adressen Dynkarken 12-14. I dag er der ingen der har adresse på Dynkarken. Aarhus Politigård ligger langs gaden, men har adresse på Ridderstræde 1. På den anden side af gaden ligger Restaurant Flammen og spillestedet Train, men de har adresse på Toldbodgade 6.
Gaden er en forlængelse af Spanien fra Sønder Allé mod Havnegade.
Tidligere var det mest fattige småfolk og søfolk som boede her. De boede i såkaldte lejerboder (boliger), der var små én-etages huse med meget små boligrum. Husene var ikke bredere en én, to, tre eller fire fag. Lejeboligerne blev opført af købmænd til udlejning. I 1682 var der 18 huse i Dynkarken, som var ejet af rådmand Jens Wegerslev. Købmand Mogens Blach, der selv boede i Vestergade, ejede i 1761 14 lejeboder i Dynkarken.
I 1700-tallet blev der opført flere købmandsgårde, på den østlige side af vejen, bl.a. ejet af købmand Rasmus Nielsen Malling (nr. 39-41 og 43). H.C. Andersen var gæst i Dynkarken 43 i 1850'erne, i en periode hvor huset var udlejet til Anton Christian Kjærulff.

## Den Videnskabelige Realskole
1840-41 opførtes på den vestlige side, hvor politistationen ligger i dag, Den videnskabelige Realskole. Den havde i to år haft til huse i lejede lokaler i Vestergade, men ved det ny års begyndelse 1842 stod skolen færdig. I forhold til de gamle lokaler var den nye skole fornemt indrettet. Det var straks værre med beliggenheden: i modsætning til Vestergade lå Dynkarken, efter aarhusianske forhold, langt fra de fleste studerende.
Den videnskabelige realskole blev ikke nogen succes - selvom nogle af dens elever fik stor betydning i byen, fx fabriksgrundlægger Søren Frich. I starten var der stor tilstrømning, men den afsluttende eksamen gav ikke adgang til noget arbejde, og da skolen blev nedlagt i 1853, var der kun 29 elever tilbage. De blev overført til katedralskolen, der oprettede en realafdeling.
Den næsten nybyggede skole stod ikke tom længe, for i sommeren 1853 nåede koleraen Aarhus. Den kom fra København – med dampskib – og i form af en enkelt rejsende, der efter ankomsten indlogerede sig på Hotel Skandinavien, hvor sygdommen brød ud. Byens eneste sygehus lå da i Vestergade, og havde kun plads til 28 patienter, så for at imødegå epidemien, blev den gamle skole omdannet til koleralazaret. Efter sygdomsudbruddet – der kostede 213 aarhusianere, omkring 2,5 procent af byens indbyggere, livet – købte kommunen bygningen, og begyndte at indrette Sygehuset i Dynkarken. Det var i brug 1856-93, indtil den første af det nye Aarhus Kommunehospitals bygninger stod færdig ved Randersvej.
To år senere blev det gamle hospital overtaget af købmandssønnen Thomas Thomassen Sabroe. Han indrettede bygningen til produktion af køleanlæg, og med tiden blev man også leveringsdygtig i iscrememaskiner, køleskabe, og udstyr til kølehuse. Sabroe-fabrikken gennemgik en støt udvikling, og de gamle sygehusbygninger blev løbende udvidet, så fabrikken til sidst optog hele hjørnet af Dynkarken-Sønder Allé. 1958 var midtbyen blevet for trang, og i de følgende år opførtes nye bygninger i Holme. Det gamle fabriksanlæg blev revet ned 1967-70. I dag har fabrikken hjemme i Holme under navnet Johnson Controls. Der eksisterer også et firma i Hornslet ved navn Sabro A/S. Dette var en del af det nuværende Johnson Controls, men blev frasolgt i 2004.

## Dynkarken får sin nuværende form
Fra omkring 1960 begyndte Dynkarken så småt at indtage den form, den har i dag. Hele den østlige side af gaden var blevet revet ned 1959-60. Det var gamle, saneringsmodne beboelsesejendomme med propfyldte baggårde – og de lå i vejen for den hastigt voksende trafik i midtbyen og til havnen. Efter nedrivningen blev vejen udvidet til fire spor, med skrå parkeringspladser i hver side. De blev sløjfet i 1970, da trafikken igen var blevet for hektisk – den var øget med 75 % på ti år – og i stedet blev der anlagt en midterrabat.
Efter Sabroe flyttede deres virksomhed til Holme, overtog kommunen fabriksområdet i 1969. I en kort tid havde Aarhus Tekniske Skole lejemål i bygningerne. I 1970 blev området efterhånden ryddet og delvist udlagt til parkeringsplads. I 1979 gjorde gravemaskinerne de første spadestik til Aarhus’ nye politigård. Den stod færdig 1984, og har siden da, sammen med spillestedet Train og First Hotel Atlantic, på den modsatte side, udgjort Dynkarken.

## Dynkarkens navn
Navnet "Dynkarken" kendes tilbage fra i hvert fald 1677, hvor det optræder på et kort over Aarhus, udarbejdet af Peder Hansen Resen. Her er navnet stavet "Dynkercket".
Der er flere gisninger om, hvad gadenavnet Dynkarken i Aarhus egentlig kommer af:
- Dunkerque. Navnet stammer fra den franske by Dunkerque, fordi man mener havnens forskellige oplagspladser i sin tid blev opkaldt efter forskellige skibsdestinationer. Enten fordi Aarhus havde kontakt med byen, eller fordi nogle skippere havde forbindelse med byen.
- Søren Dynker. Omkring 1650 boede nær Mindet ved Dynkarken en sømand ved navn Søren Dynkerker (dynkerker var dengang udtryk for en sørøver), som måske har givet anledning til navnet på en eller anden måde - at kvarteret var et skummelt 'sørøverkvarter'.
- Dynke-kar. Navnet skulle komme af 'dynkekar', dvs. et kar hvori man stænkede (dynkede) tøj efter vask. Ordet 'dynke' betyder ifølge Ordbog over det Danske Sprog: væde, fugte.
- Mudderkrog. Navnet kommer af dynd og kværk=krog, dvs. en mudderkrog som muligvis fandtes her. 'Kværk' er også gamle maritime udtryk for et sejls øverste hjørne, eller en vinkelformet sammenføjning af bjælker.
- Dønkokkeriet. Navnet kommer af et gammelt stednavn i Vejlby: Dønkokkeriet (døn= tøve, bie; altså et sted hvor man dvælede for at spise og drikke). [1]